# آندن
شهر آندن (به فرانسوی: Andenne) در شهرستان نمور در استان نمور در منطقه فدرال والوون در کشور بلژیک واقع شده‌است.

## نگارخانه

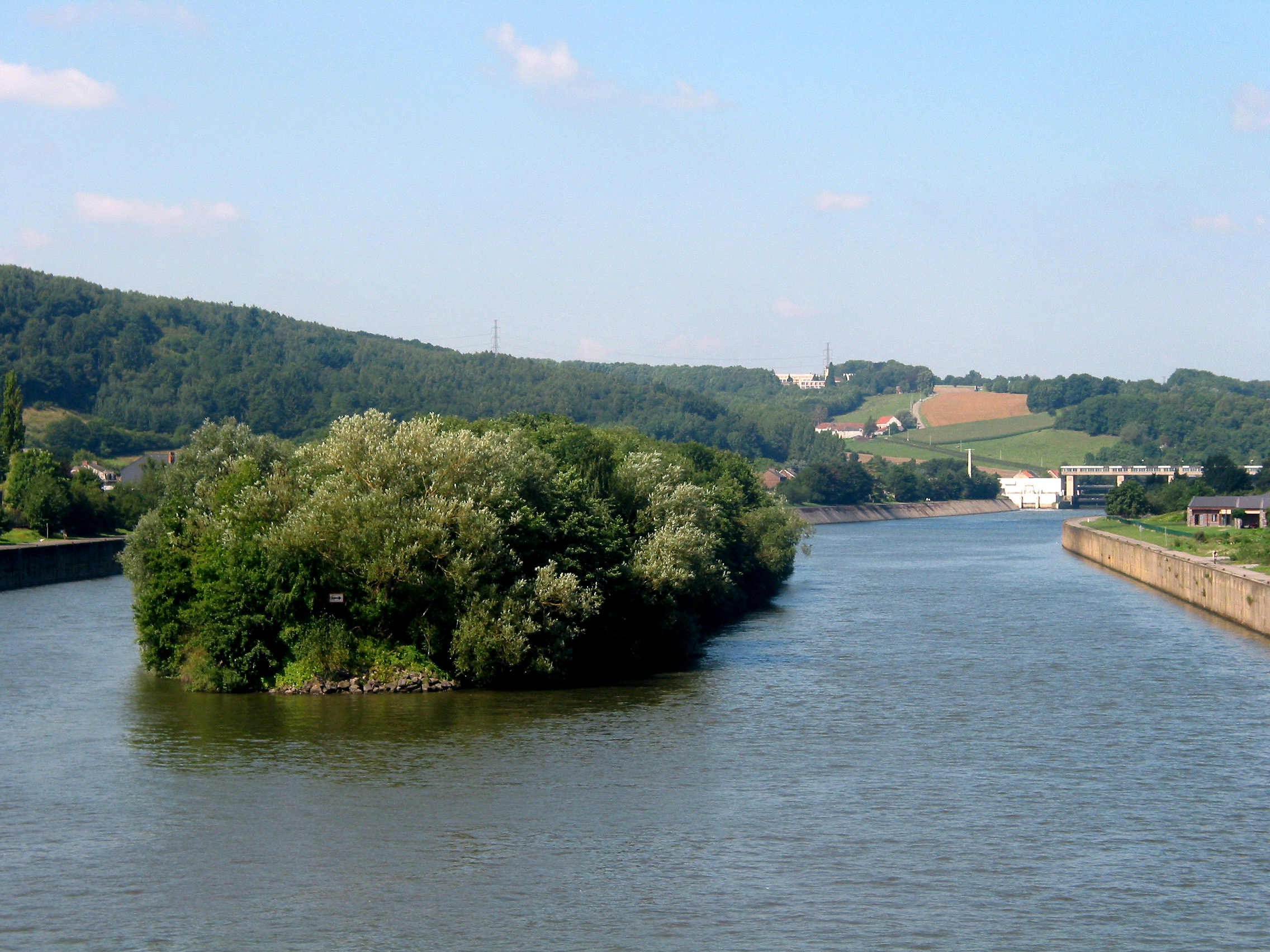
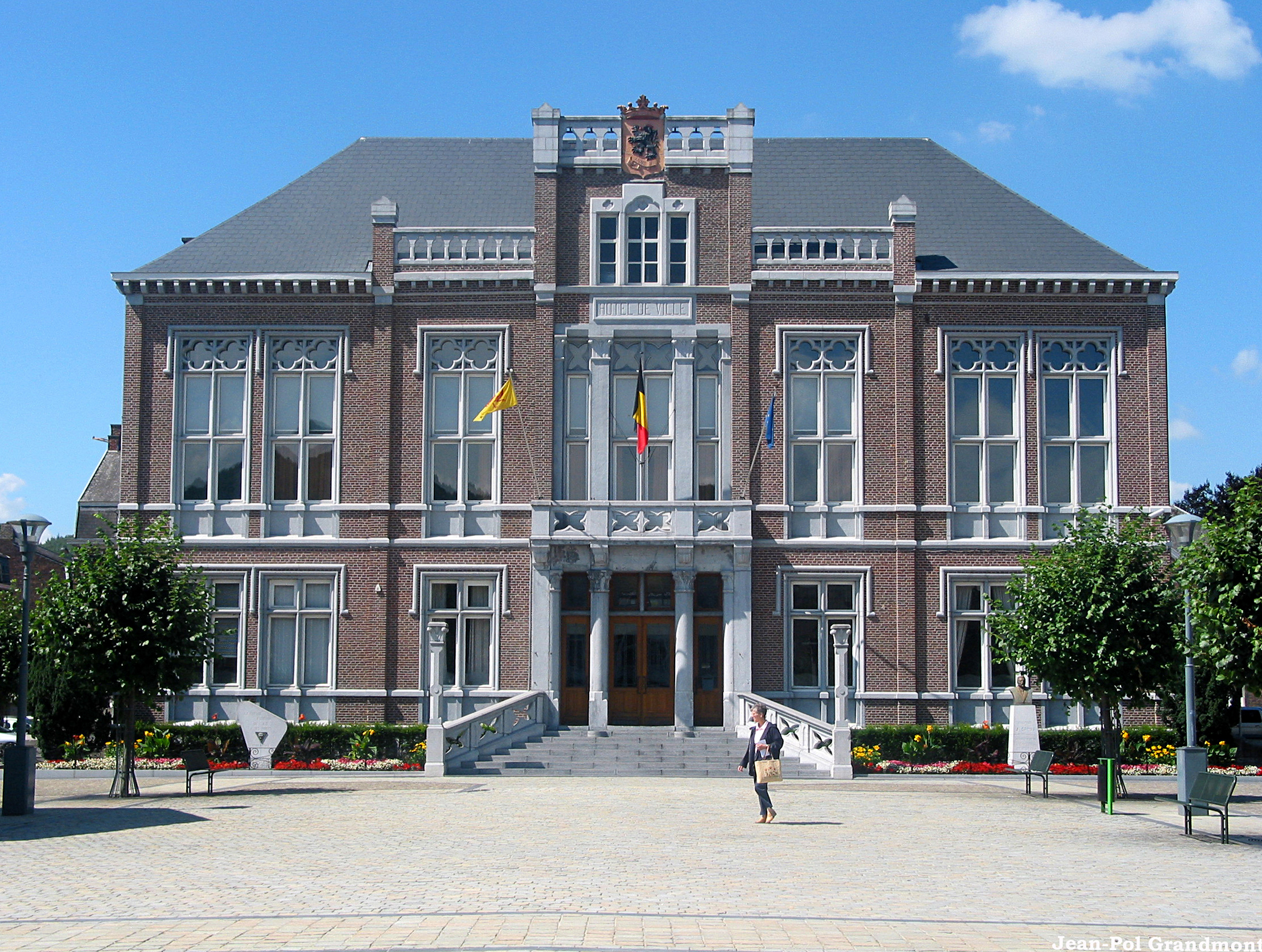
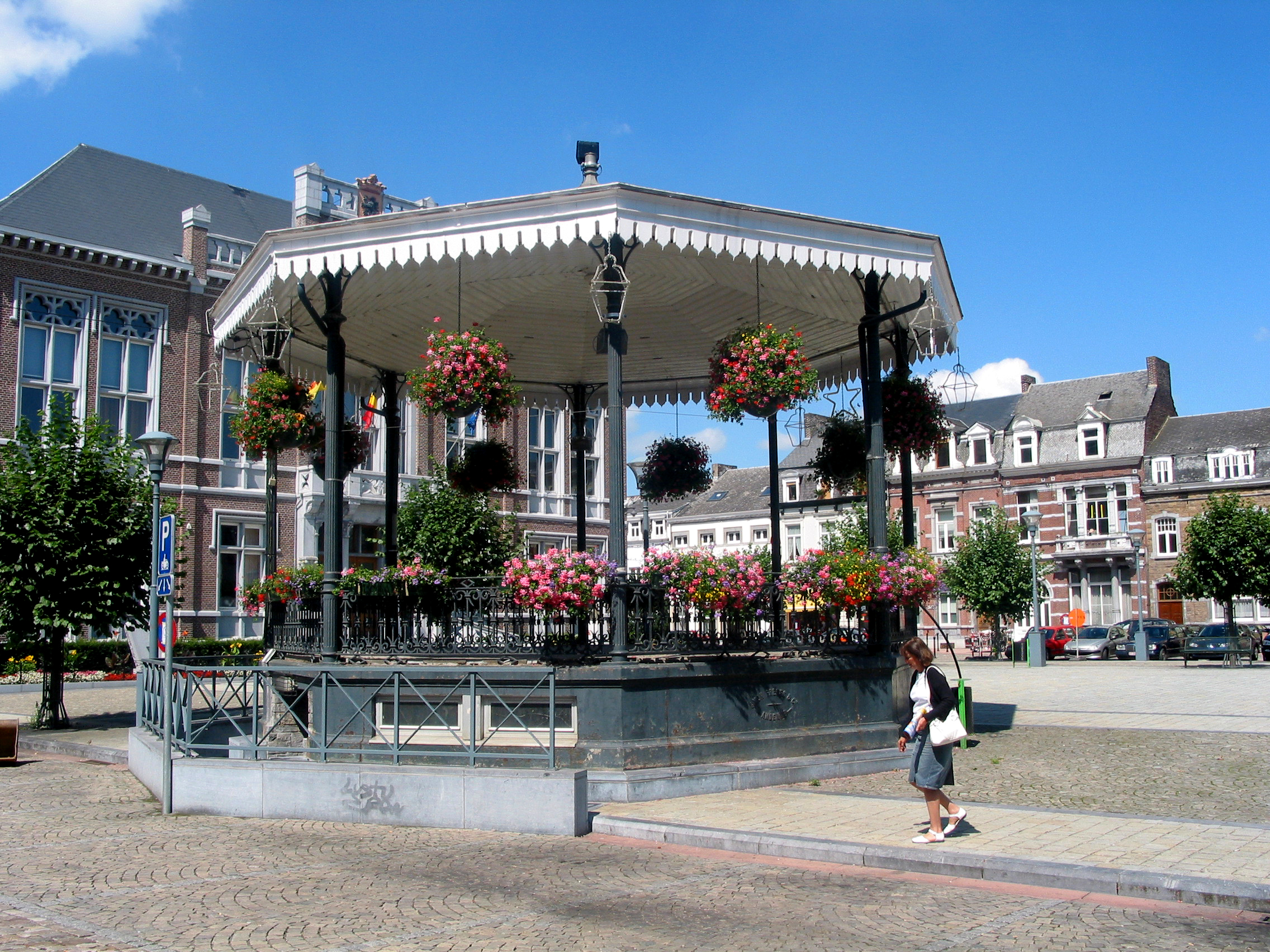
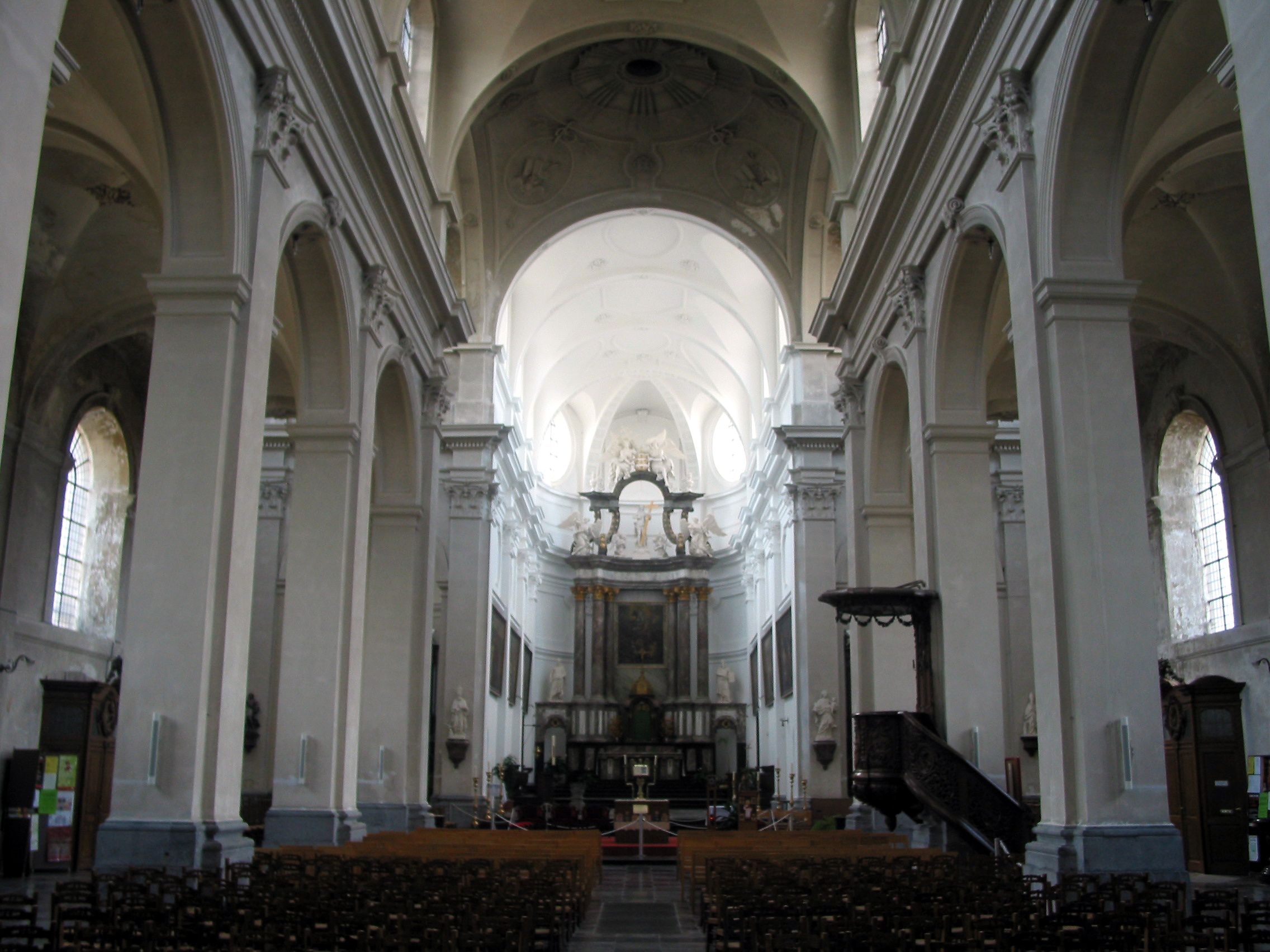
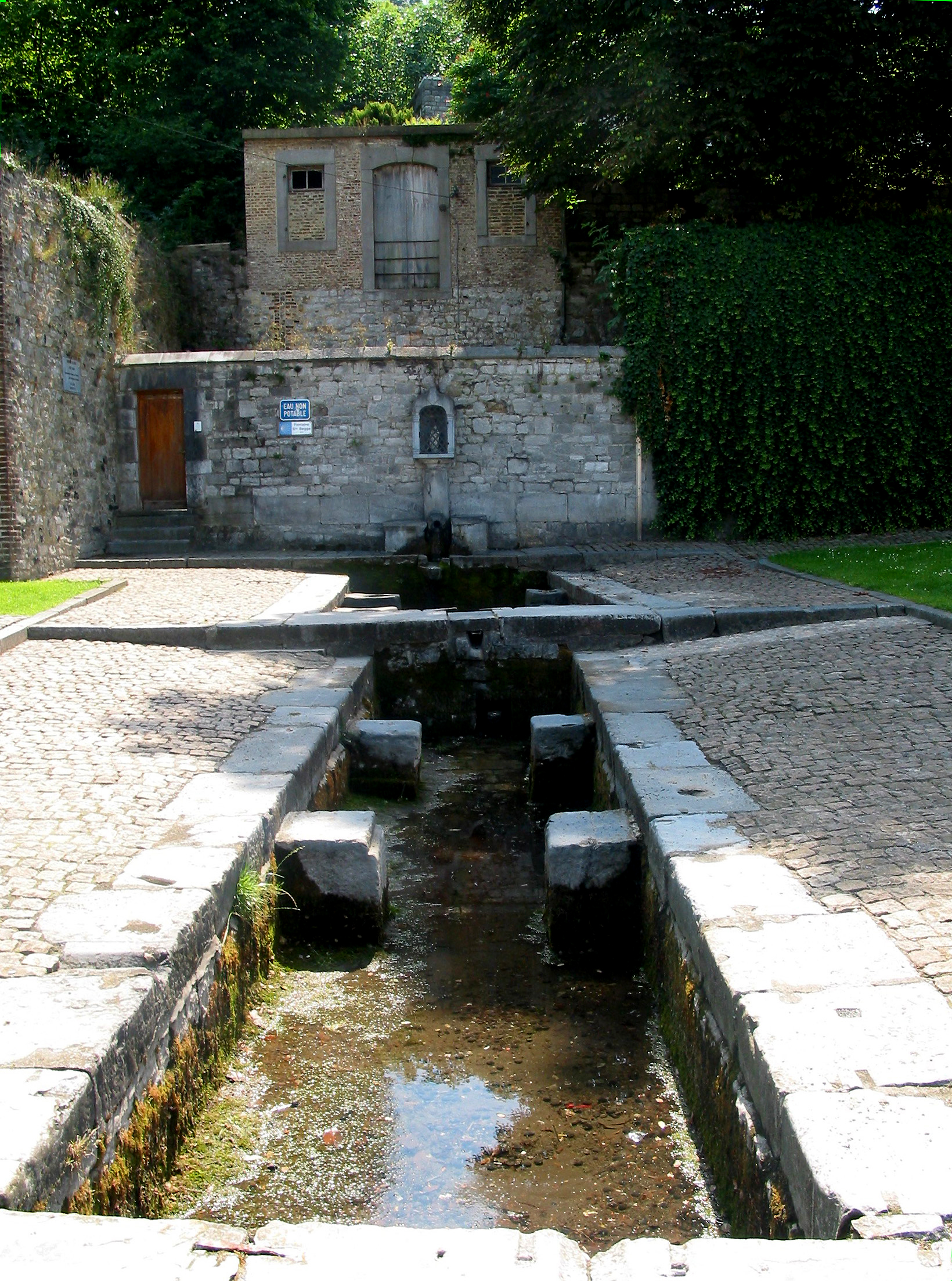
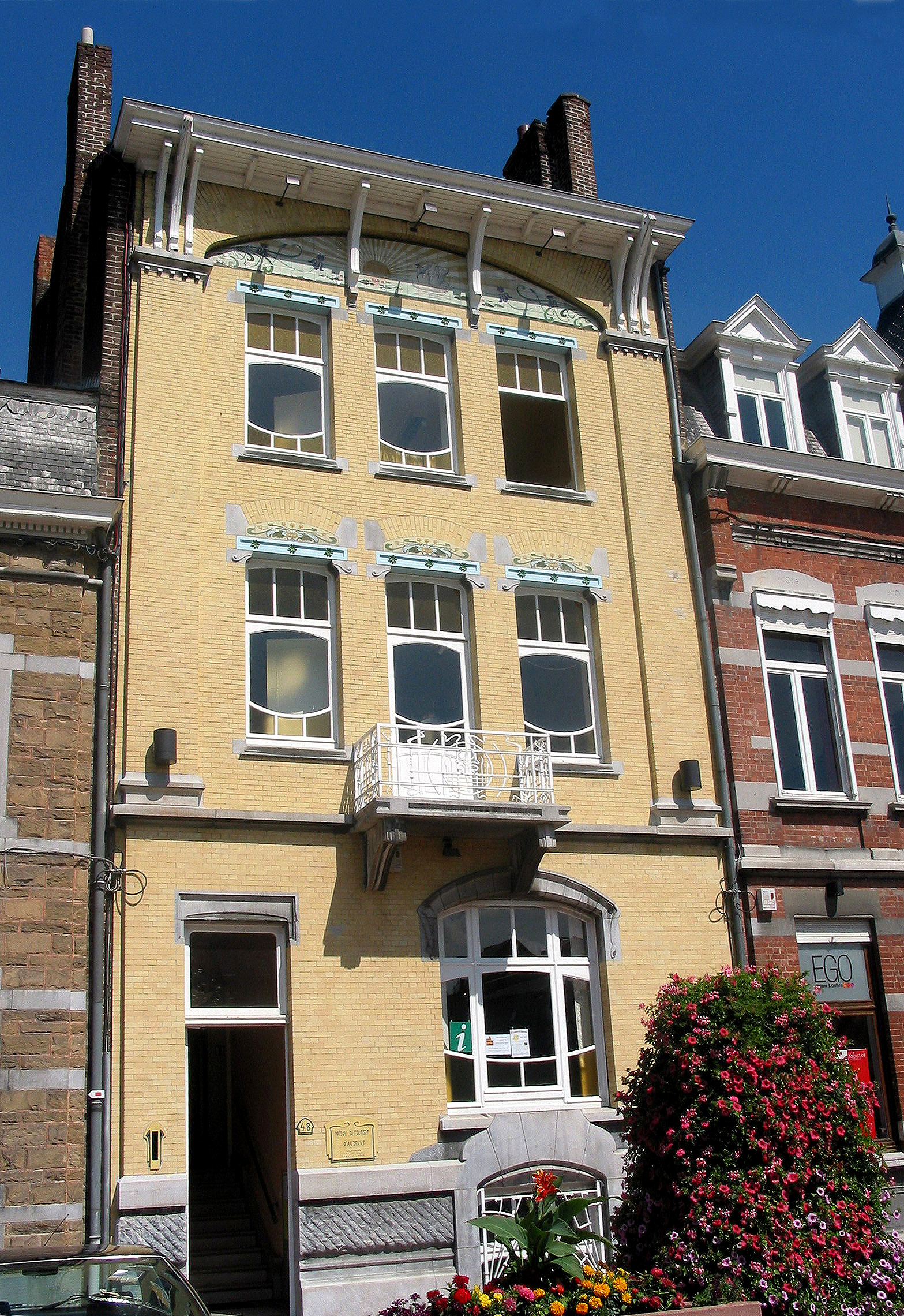
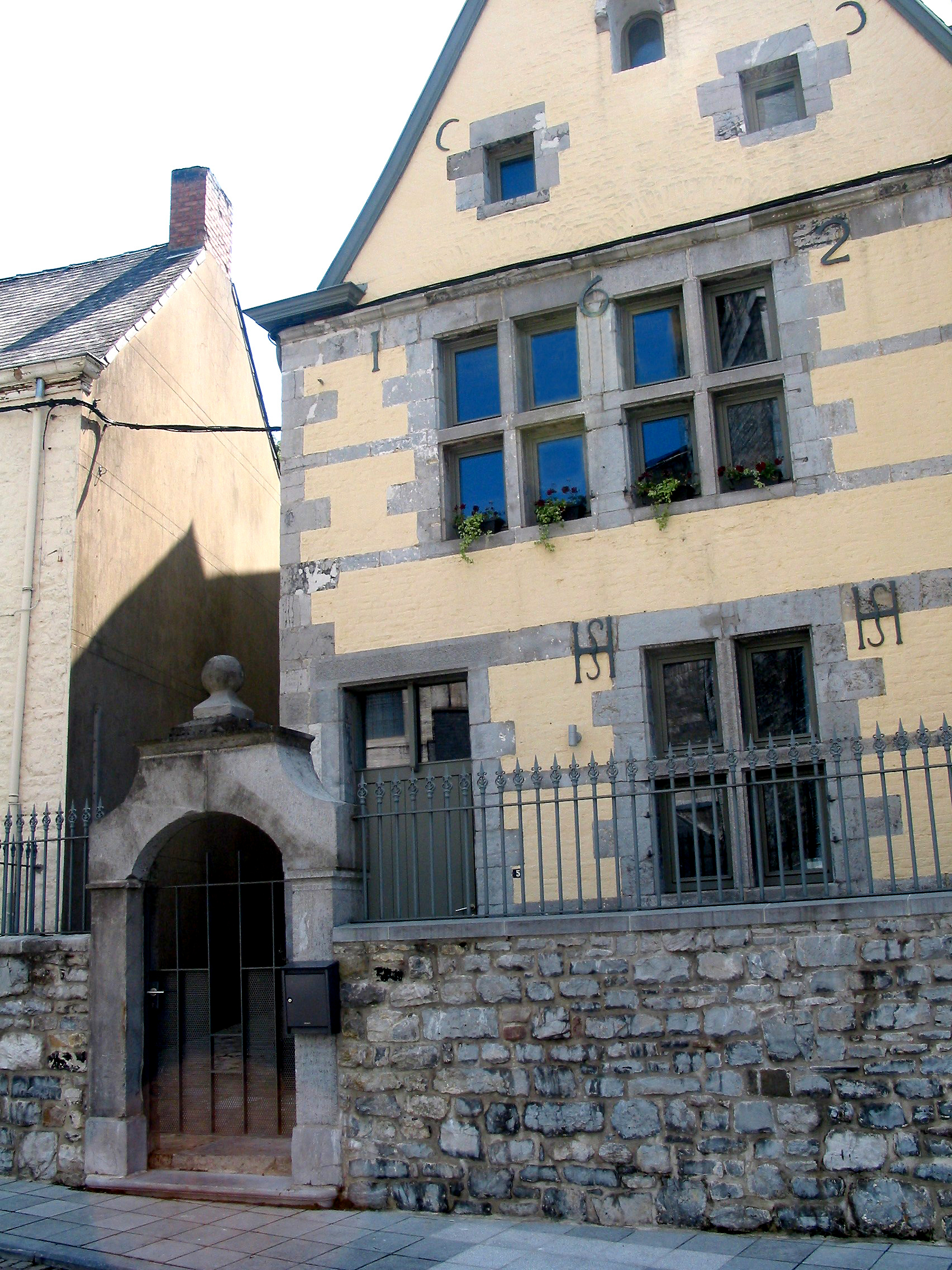
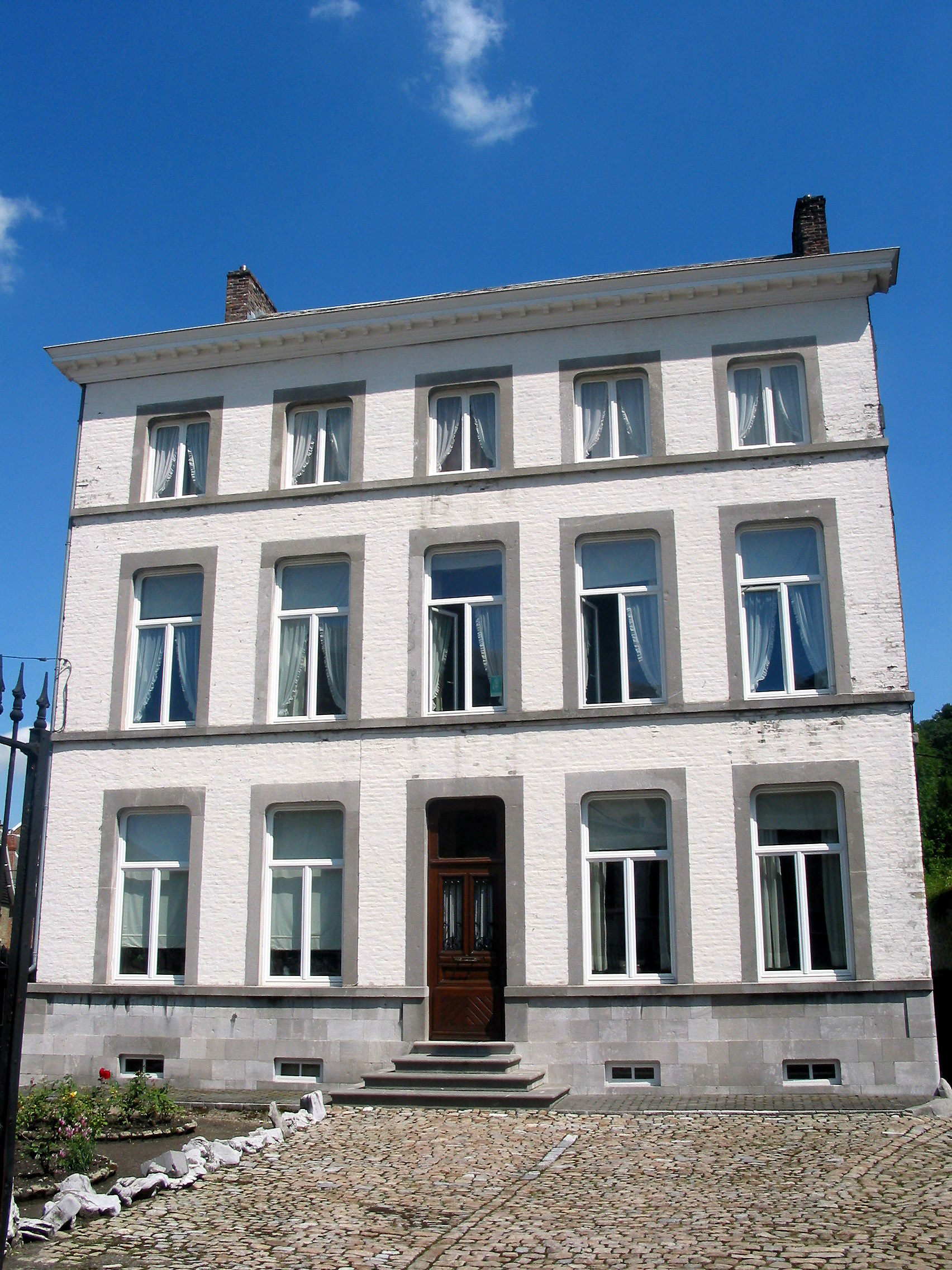